# 阿曽慣太
阿曽 慣太（あそ かんた、2004年（平成16年）5月4日 - ）は、日本の男子ソフトボール選手である。ソフトボールU-18日本代表となった後、平林金属へ所属する。岡山県新見市出身。

## 経歴

### 生い立ち
2004年（平成16年）岡山県新見市哲多で出生する。新見市立哲多中学校へ進学するが、中学時代には、既にソフトボールで有名になっており、2年生だった2018年（平成30年）の第14回都道府県対抗全日本中学生男子大会で優勝する。
翌年、中学3年生のときにも、第15回都道府県対抗全日本中学生男子大会で優勝し、同年の第41回全国中学校男子大会も優勝するなど、投手としての才能が開花していた。その後、2020年（令和2年）地元の岡山県立新見高等学校へ進学する。
進学先の新見高校は、長年、軟式野球とソフトボールの強豪として知られており、ソフトボールにおいては、インターハイで優勝1回、準優勝2回、四強1回、また、選抜では優勝1回、四強2回している。この内、インターハイの準優勝2回（2021年、2022年）は、阿曽慣太が同校のエースの時代に成し遂げたものである。阿曽は、2023年（令和5年）3月、同校を卒業する。

### 平林金属時代
新見高校卒業後、地元岡山の強豪である平林金属ソフトボール部へ入部する。所属1年目には、U-18日本代表に選ばれ、2023年11月にメキシコのエルモシージョで開かれたWBSC第14回男子U18ソフトボールワールドカップへ出場する。阿曽は、「8試合という長期の大会で、その中でもしっかりと6試合を投げることができて、優勝できたのでうれしく思っています。ソフトボールを広めていくためにも、私自身もしっかり成長してこれから頑張っていこうと思います。」と取材で語っている。